# Lobo (ca sĩ)
Roland Kent LaVoie, được biết đến với nghệ danh Lobo (sinh 31 tháng 7 năm 1943), là một ca sĩ - nhạc sĩ người Mỹ đã thành công trong đầu những năm 1970, có nhiều bài hát ở Top 10 bảng xếp hạng nước Mỹ, bao gồm "Me and You and a Dog Named Boo", "I'd Love You to Want Me" và "Don't Expect Me to Be Your Friend".

## Sự nghiệp âm nhạc

### Album
| Năm  | Album                                           | Vị trí xếp hạng | Vị trí xếp hạng | Vị trí xếp hạng |
| Năm  | Album                                           | US              | US Country      | UK              |
| ---- | ----------------------------------------------- | --------------- | --------------- | --------------- |
| 1971 | Introducing Lobo                                | 178             | —               | —               |
| 1972 | Closeup [unreleased]                            | —               | —               | —               |
| 1972 | Of a Simple Man                                 | 37              | —               | —               |
| 1973 | Introducing Lobo [rerelease]                    | 163             | —               | —               |
| 1973 | Calumet                                         | 128             | —               | —               |
| 1974 | Just a Singer                                   | 183             | —               | —               |
| 1975 | A Cowboy Afraid of Horses                       | 151             | —               | —               |
| 1976 | Come with Me                                    | —               | —               | —               |
| 1979 | Lobo                                            | 207             | —               | —               |
| 1989 | Am I Going Crazy                                | —               | —               | —               |
| 1994 | Asian Moon                                      | —               | —               | —               |
| 1995 | Classic Hits                                    | —               | —               | —               |
| 1996 | Sometimes                                       | —               | —               | —               |
| 1997 | You Must Remember This                          | —               | —               | —               |
| 1997 | You Must Remember This - The Instrumental Album | —               | —               | —               |
| 2008 | Out of Time                                     | —               | —               | —               |
| 2010 | Propinquity                                     | —               | —               | —               |

### Album tổng hợp
- 1975 The Best Of Lobo (Big Tree)
- 1990 Greatest Hits (Curb)
- 1993 The Best of Lobo (Rhino)
- 1996 The Best of Lobo (Curb)
- 1996 I'd Love You to Want Me (Rhino)
- 1997 Me & You & A Dog Named Boo & Other Hits (Rhino)
- 2004 The Very Best of Lobo (WEA International)
- 2005 Introducing Lobo/Of a Simple Man (Wounded Bird)
- 2005 Platinum Collection
- 2006 Ultimate Collection (EMI) Malaysia
- 2006 Me & You & A Dog Named Boo & Other Hits (Collectables)
- 2007 Greatest Hits (Lobo Records)

### Đĩa đơn
| Năm  | Bài hát                                                      | Vị trí xếp hạng | Vị trí xếp hạng | Vị trí xếp hạng | Vị trí xếp hạng |
| Năm  | Bài hát                                                      | US              | US AC           | US Country      | UK              |
| ---- | ------------------------------------------------------------ | --------------- | --------------- | --------------- | --------------- |
| 1964 | "What Am I Doing Here with You?" [as The Sugar Beats]        | —               | —               | —               | —               |
| 1966 | "It's Gonna Be So Hard" [as The Uglies]                      | —               | —               | —               | —               |
| 1969 | "Happy Days in New York City" [as Kent Lavoie]               | —               | —               | —               | —               |
| 1971 | "Me and You and a Dog Named Boo"                             | 5               | 1               | —               | 4               |
| 1971 | "She Didn't Do Magic"                                        | 46              | —               | —               | —               |
| 1971 | b/w "I'm the Only One"                                       | —               | 14              | —               | —               |
| 1971 | "California Kid and Reemo"                                   | 72              | 19              | —               | —               |
| 1972 | "The Albatross"                                              | —               | —               | —               | —               |
| 1972 | "A Simple Man"                                               | 56              | 17              | —               | —               |
| 1972 | "I'd Love You to Want Me"                                    | 2               | 1               | —               | 5               |
| 1972 | "Don't Expect Me to Be Your Friend"                          | 8               | 1               | —               | —               |
| 1973 | "It Sure Took a Long, Long Time"                             | 27              | 3               | —               | —               |
| 1973 | "How Can I Tell Her"                                         | 22              | 4               | —               | —               |
| 1973 | "There Ain't No Way"                                         | 68              | 29              | —               | —               |
| 1973 | b/w "Love Me for What I Am"                                  | 86              | —               | —               | —               |
| 1974 | "Standing at the End of the Line"                            | 37              | 25              | —               | —               |
| 1974 | "Rings"                                                      | 43              | 8               | —               | —               |
| 1975 | "Don't Tell Me Goodnight"                                    | 27              | 2               | —               | —               |
| 1975 | "Would I Still Have You"                                     | —               | 44              | —               | —               |
| 1976 | "At First Sight"                                             | —               | —               | —               | —               |
| 1976 | "It's Everywhere"                                            | —               | —               | —               | —               |
| 1977 | "Afterglow"                                                  | —               | —               | —               | —               |
| 1978 | "You Are All I Ever Need"                                    | —               | —               | —               | —               |
| 1979 | "Where Were You When I Was Falling in Love"                  | 23              | 1               | —               | —               |
| 1979 | "Holdin' On for Dear Love"                                   | 75              | 13              | —               | —               |
| 1980 | "With a Love Like Ours"                                      | —               | —               | —               | —               |
| 1980 | "Fight Fire with Fire"                                       | —               | —               | —               | —               |
| 1981 | "I Don't Want to Want You"                                   | —               | —               | 40              | —               |
| 1982 | "Come Looking for Me"                                        | —               | —               | 63              | —               |
| 1982 | "Bull Smith Can't Dance the Cotton-Eyed Joe" [with Wolfpack] | —               | —               | 88              | —               |
| 1982 | "Living My Life Without You"                                 | —               | —               | 88              | —               |
| 1985 | "Am I Going Crazy"                                           | —               | —               | 57              | —               |
| 1985 | "Paint the Town Blue" (with Robin Lee)                       | —               | —               | 49              | —               |